# El Ghedir
El Ghedir (în arabă الغدير) este o comună din provincia Skikda, Algeria.
Populația comunei este de 6.458 de locuitori (2008).